# Europejska Klasyfikacja Działalności
Europejska Klasyfikacja Działalności (EKD) – usystematyzowany zbiór rodzajów działalności społeczno-gospodarczych występujących w gospodarce narodowej, klasyfikacja działalności gospodarczej, która obowiązywała w Polsce w latach 1997–1999. Została opracowana na podstawie projektu wydawnictwa Biura Statystycznego Europejskiej Wspólnoty Eurostat: „Nomenclatures des Activites de Communite Europeene – NACE rev. 1.”. Ma ona charakter przedmiotowy.
EKD służyła do:
- gromadzenia i prezentowania danych według rodzajów działalności gospodarczych w zakresie statystyki ludności, produkcji, zatrudnienia, płac, dochodu narodowego i innych dziedzin statystyki,
- sporządzania porównań międzynarodowych według jednolitych kategorii rodzajów działalności,
- klasyfikowania podmiotów gospodarczych – dla potrzeb rejestru jednostek gospodarki narodowej – REGON – zgodnie z rodzajem prowadzonej przez nie działalności (klasyfikowanie jednostek do określonej kategorii według przeważającego przedmiotu działalności tych jednostek).

Rodzaje działalności określane są jako: podstawowe, drugorzędne, trzeciorzędne, pomocnicze.
Układ kodów najwyższego poziomu wraz z odpowiadającymi im branżami:
- 01…02 – rolnictwo, łowiectwo i leśnictwo
- 05…05 – rybactwo, rybołówstwo
- 10…14 – górnictwo
- 15…37 – przetwórstwo przemysłowe
- 40…41 – wytwarzanie i zaopatrywanie w energię elektryczną, gaz, wodę
- 45…45 – budownictwo
- 50…52 – handel hurtowy i detaliczny; naprawa pojazdów samochodowych, motocykli oraz artykułów użytku osobistego i domowego
- 55…55 – hotele i restauracje
- 60…64 – transport, gospodarka magazynowa i łączność
- 65…67 – pośrednictwo finansowe
- 70…74 – obsługa nieruchomości, wynajem i usługi związane z prowadzeniem działalności gospodarczej
- 75…75 – administracja publiczna i obrona narodowa; obowiązkowe ubezpieczenia społeczne i powszechne ubezpieczenie zdrowotne
- 80…82 – edukacja
- 85…85 – ochrona zdrowia i pomoc społeczna
- 90…93 – działalność usługowa komunalna
- 95…97 – gospodarstwa domowe zatrudniające pracowników
- 99…99 – organizacje i zespoły eksterytorialne

Zgodnie z nieobowiązującym już rozporządzeniem Rady Ministrów z dnia 7 października 1997 r. w sprawie Polskiej Klasyfikacji Działalności (PKD), w okresie od dnia 1 stycznia 1998 r. do dnia 31 grudnia 1999 r. Polska Klasyfikacja Działalności (PKD) stosowana była równolegle z Europejską Klasyfikacją Działalności (EKD). Dnia 1 stycznia 2000 r. Europejska Klasyfikacja Działalności (EKD) została zastąpiona przez Polską Klasyfikację Działalności (PKD).
W 2004 r. PKD została zastąpiona przez PKD2004, która to 3 lata później została zastąpiona przez PKD2007.